# Chris McCausland
Christopher John McCausland (né le 15 juin 1977) est un comédien et acteur britannique, connu pour son rôle de Rudi dans l'émission de CBeebies Me Too! et ses tournées de stand-up à travers le monde anglophone dans des salles telles que le The Comedy Store (Los Angeles). McCausland est aveugle en raison d'une rétinite pigmentaire.

## Enfance et Education
McCausland est né dans la localité de West Derby située dans la banlieue nord de Liverpool, une cité et un district métropolitain du Merseyside dans la région de l'Angleterre du Nord-Ouest sur la rive est et nord de l'estuaire du fleuve Mersey. Il vit à Surbiton près de Kingston Upon Thames depuis 1996, après y avoir déménagé pour étudier à l'Université de Kingston dont il sort diplômé en 2000, avec un BSc Honours en génie logiciel. Après un passage en tant que développeur Web, la détérioration sa vue a entraîné un changement de vie le poussant à travailler dans la vente pendant plusieurs années, période durant laquelle il a pu faire du stand-up pour la première fois à Balham en juillet 2003.

## Carrière
En 2003, il termine troisième dans l’émission So You Think You're Funny de Channel 4. Entre 2005 et 2012, il a présenté six shows différents au Edinburgh Festival Fringe (EFF) et en 2011 il a été récompensé du Creative Diversity Award dans la catégorie comédie par un panel de diffuseurs dirigé par Channel 4 comprenant également la BBC, ITV et Sky. Il a joué dans le monde entier, y compris en Asie et au Moyen-Orient. Plus récemment, il est apparu sur le Live at the Apollo le 4 janvier 2018. En 2014, on l'a vu dans les publicités télévisées nationales pour Barclays et il a joué dans la série dramatique Jimmy McGovern Moving On, aux côtés d'Anna Crilly et de Neil Fitzmaurice. En 2012, il prend part à l'épisode caritatif spécial célébrités Deal or No Deal de Jimmy Carr. Il a joué dans trois séries de At The Comedy Store en 2008 pour Paramount Comedy ainsi qu'en 2010 et 2012 pour Comedy Central. En 2011, il est apparu dans la série Stand-up Hero d'ITV et chez BBC One dans le Unwrapped with Miranda Hart. Il était également l'un des personnages principaux de la série CBeebies Me Too !, incarnant Rudi. En 2018, il est apparu dans EastEnders puis dans Have I Got News For You en 2019,. En février 2020, il est apparu dans un épisode de 8 Out of 10 Cats Does Countdown sur Channel 4. Malgré sa mauvaise vue, Chris a marqué un nombre de points élevé tout au long de l'épisode, jouant de mémoire uniquement, et a même deviné correctement la difficile énigme finale devant les panélistes voyants.

## Vie privée
McCausland vit avec sa compagne Patricia et sa fille Sophie.